# Ахунов, Вячеслав Урумбаевич
Вячесла́в Урумба́евич Аху́нов (кирг. Вячеслав Ахунов, узб. Vyacheslav Oxunov; род. 2 июля 1948, Ош) — узбекский художник.

## Биография
Родился в 1948 году в Оше, Киргизской ССР, в русско-узбекской семье.
В 1979 году окончил Московский государственный художественный институт (ныне Московское училище живописи, ваяния и зодчества).
Ныне проживает в Ташкенте .

## Творчество
Вячеслав Ахунов известен своими работами, сделанными в таких жанрах, как живопись, графика, коллаж, новые медиа, перформанс и др.
В 1970-е годы был независимым художником, выработавшим свой фирменный стиль переосмысления официальной советской иконографии: в частности, часто писал изображение Ленина на заказ, что, по сути, привело художника к созданию антиленинианы. Подчёркивал парадоксы культурной маргинальности. Исследовал изменения и проблемы общественного неравенства в собственном регионе, косвенно комментируя развитие коллективной религиозности в некогда светском обществе.
С 1976 по 2013 год создал масштабную инсталляцию «Дыши тихо».
За годы творчества состоялось множество персональных выставок художника, и он не раз становился участником групповых экспозиций. Среди последних – выставки Time of the Storytellers (Музей KIASMA, Хельсинки, 2007), Ostalgia (Новый музей, Нью-Йорк, 2011), «Балаган!!! Современное искусство бывшего Советского Союза и других мифических мест» (пространство Momentum, Берлин, 2015) и масштабные международные проекты: Венецианская биеннале (Павильон Центральной Азии, 2005-2013), Documenta (Кассель, Германия, 2012), Сингапурская биеннале (2006), Биеннале в  Монреале (2007), Киевская биеннале (2012), Московская биеннале (2013).
Работы Ахунова находятся в музейных коллекциях, в том числе в фотогалерее «Ургенч» и художественной галерее Окленда.